# Midlake
Midlake es un grupo de influencias folk, pop y rock procedentes de Denton, Texas.

## Historia
Midlake es una banda de pop-rock estadounidense, de Denton, Texas. Fue formada en 1999 por un grupo de estudiantes de jazz de la "University of North Texas".
Sus primeros trabajos estaban muy ligados al funk y el jazz. Con el tiempo la banda se fue acercando más hacia el pop, muy influidos por bandas como Radiohead, Travis o Grandaddy.
Lograron popularidad en Europa tras fichar con "Bella Union Record" y tocando en festivales como "Les Inrockuptibles" o "Wintercase".
Su disco debut llamado Bamnan and Slivercork fue grabado en Denton y masterizado en los lengendarios Abbey Road Studios. En 2006 publicaron The Trials of Van Occupanther con sonidos que recuerdan el folk, pop y rock de los años setenta.

## Miembros
- Eric Nichelson - guitarra, canto, claviers
- McKenzie Smith - batería, percusiones
- Scott Lee - bajo
- Eric Pulido - canto, guitarra, claviers
- Jesse Chandler - piano, flauta, claviers
- Joey McClellan - guitarra

### Miembros pasados
- Tim Smith - voz solista, guitarra y teclados
- Evan Jacobs - teclado
- Jason Upshaw - guitarra (sustituido posteriormente por Eric Pulido)
- Paul Alexander - bajo

## Discografía

### Álbumes
- Bamnan and Slivercork  - 2004
- The Trials of Van Occupanther  - 2006
- Oak & Julian  - 2007
- The Courage of Others  - 2009
- Antiphon - 2013

### EP
- Milkmaid GrandArmy EP  - 2001